# Real Racing Club de Santander
El Real Racing Club de Santander, més conegut com a Racing de Santander o simplement Racing és un club de futbol de la ciutat de Santander, Cantàbria, i actualment juga en la Segona Divisió Espanyola. Fou fundat el 23 de febrer de 1913 com a Santander Racing Club. Es va constituir legalment el 14 de juny d'aquell mateix any i compta amb el títol de Real des del 1923. És l'únic equip càntabre que ha disputat la Primera Divisió espanyola, en la qual ha jugat en un total de 44 temporades.

## Història

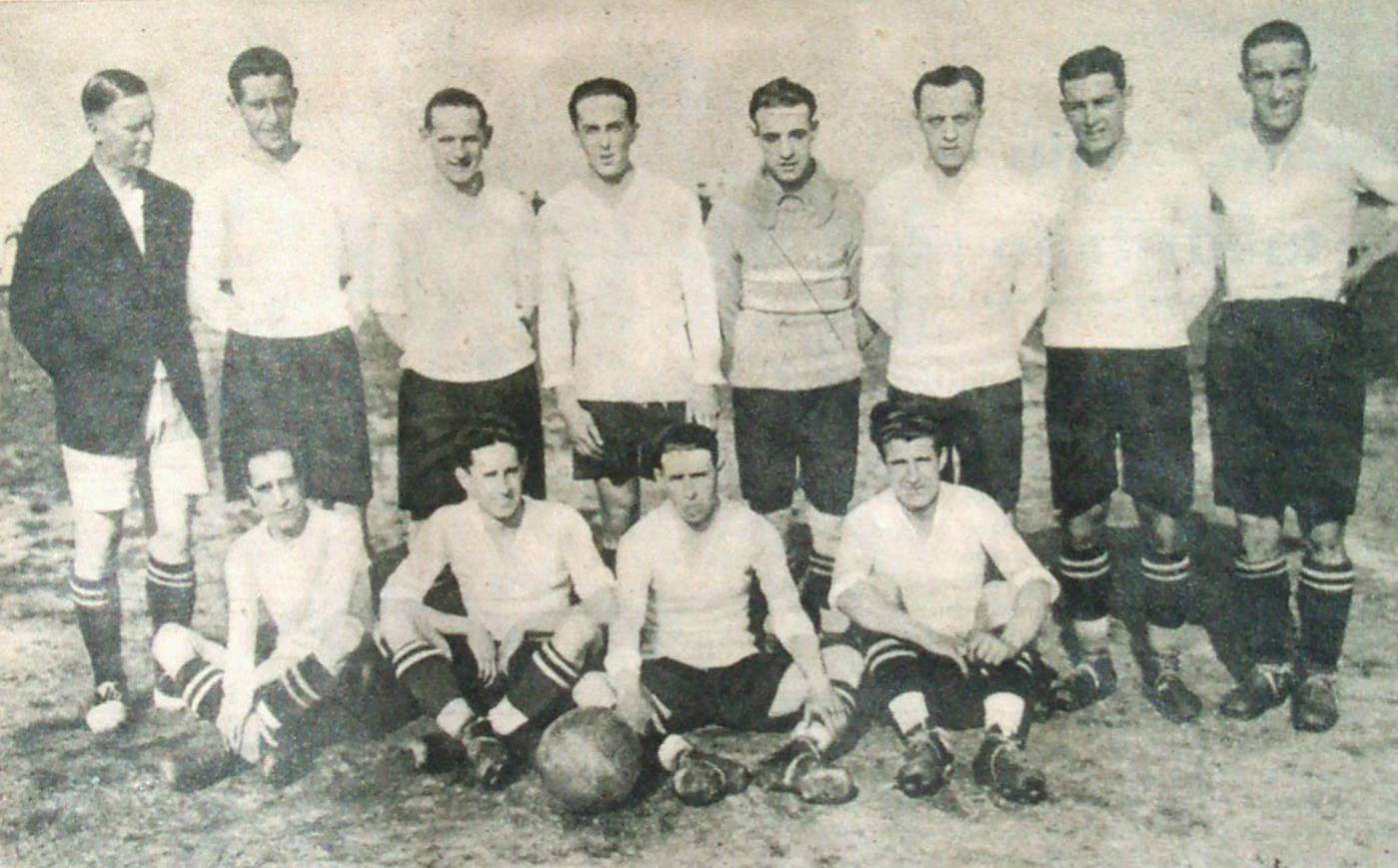
Real Racing Club de Santander el 1922. Fred Pentland (primer per l'esquerra) era l'entrenador.

A la ciutat de Santander abans de la creació del Racing foren diversos els clubs de futbol que destacaren. L'any 1902 nasqué el Cantabria FC, desaparegut el mateix any, i el Santander FC, que desaparegué el 1915 en fusionar-se amb el mateix Racing. El 1903 neix el Real Club Sport el Norte. Vers el 1907 trobem els clubs Recreativa, Camelia, Comercial i Montaña i des del 1908 es crearen clubs com l'Strong, Nueva España, Deportivo i Ariñ.
El club va ser fundat el 23 de febrer de 1913, i va disputar el primer partit de l'entitat contra l'Strong als Campos de Sport del Sardinero, inaugurat sis dies abans. Per diversos motius el club ha canviat de nom diverses vegades. Les denominacions del club han estat:
- Santander Racing Club (1913-1914)
- Real Santander Racing Club (1914-1931)
- Racing Club de Santander (1931-1939, va perdre el títol de reial amb l'arribada de la República)
- Real Santander Sociedad Deportiva (1939-1973, per la llei que prohibia els noms no espanyols va perdre el mot Racing)
- Real Racing Club de Santander (1973-avui)

Des de la seva fundació fins a principis de la temporada 2006-07 ha jugat 1198 partits a primera divisió, amb 387 victòries i 1598 gols a favor, durant 38 temporades.
Al seu palmarès hi trobem un trofeu Pitxitxi aconseguit per Salva Ballesta a la temporada 1999-00.

## Símbols

### Escut
L'escut està format per dos cercles concèntrics en ocre amb la llegenda Real Racing Club Santander. A l'interior, la bandera del club onejant, de color verd amb un cantó blanc en el qual s'inclouen les inicials RC en negre. A sota de la bandera, es troba una pilota. Les lletres inicials del club han estat modificades al llarg de la història, d'acord amb les diferents denominacions de l'entitat. En alguns escuts apareix únicament la lletra R, de Racing, mentre que en altres figura RC, de Racing Club, o RS de Racing de Santander o Real Santander. Però des de 2004, les sigles són RC. L'escut està gravat amb una corona reial des de l'adopció del títol de real, concedit el 1923. Fins aquell any, l'escut consistia en un cercle en negre amb les inicials del club estampades al seu interior. Entre els anys 1935 i 1936, la corona real va ser substituïda per una corona mural.
- Primer escut amb la denominació envoltant una pilota (1913-1923).
- Primer escut del club amb la corona reial atorgada (1923-1929).
- Lleu modificació dels elements interiors de l'escut (1929-1931).
- Retirades al·lusions monàrquiques durant la II República (1931-34).

## Palmarès
- Campionat Regional de Cantàbria (13): 1923, 1924, 1925, 1926, 1927, 1928, 1929, 1930, 1931, 1933, 1934, 1939, 1940
- Segona Divisió (2): 1949-50, 1959-60
- Segona Divisió B (1): 1990-91
- Tercera Divisió (3): 1943-44, 1947-48, 1969-70

## Estadístiques
- Temporades a 1a: 42.
- Temporades a 2a: 32.
- Temporades a 2a B: 1.
- Temporades a 3a: 4.
- Partits jugats a 1a:  1198.
- Victòries a 1a:  387.
- Empats a 1a:  265.
- Derrotes a 1a:  546.
- Millor posició a la lliga: 2n
- Pitjor posició a la lliga: 19è
- Posició històrica: 16è
- Major victòria com a local a la Lliga

| Racing de Santander | 9–0 | Deportivo Alavés |
| ------------------- | --- | ---------------- |
|                     |     |                  |

 Estadi El Sardinero, (Santander)        
- Major victòria com a visitant a la Lliga

| Reial Oviedo | 1–5 | Racing de Santander |
| ------------ | --- | ------------------- |
|              |     |                     |

 Estadi Carlos Tartiere, (Oviedo)        
- Major derrota com a local a la Lliga

| Racing de Santander | 0–5 | Reial Betis |
| ------------------- | --- | ----------- |
|                     |     |             |

 Estadi el Sardinero, (Santander)        
- Major derrota com a visitant a la Lliga

| Atlètic de Madrid | 9–1 | Racing de Santander |
| ----------------- | --- | ------------------- |
|                   |     |                     |

 Estadi Metropolitano, (Madrid)        

## Plantilla 2024-25

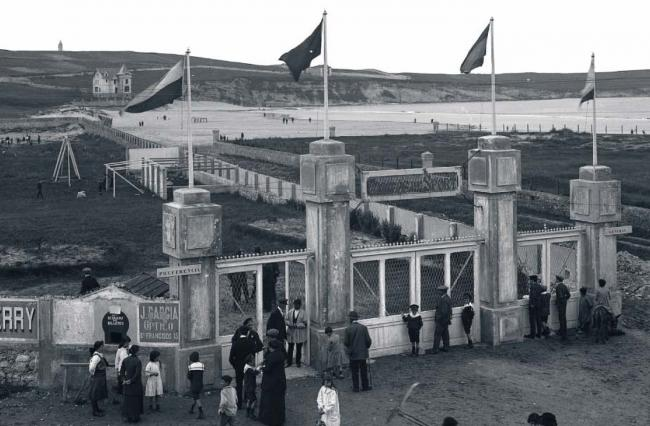
Campos de Sport de El Sardinero abans de 1910.

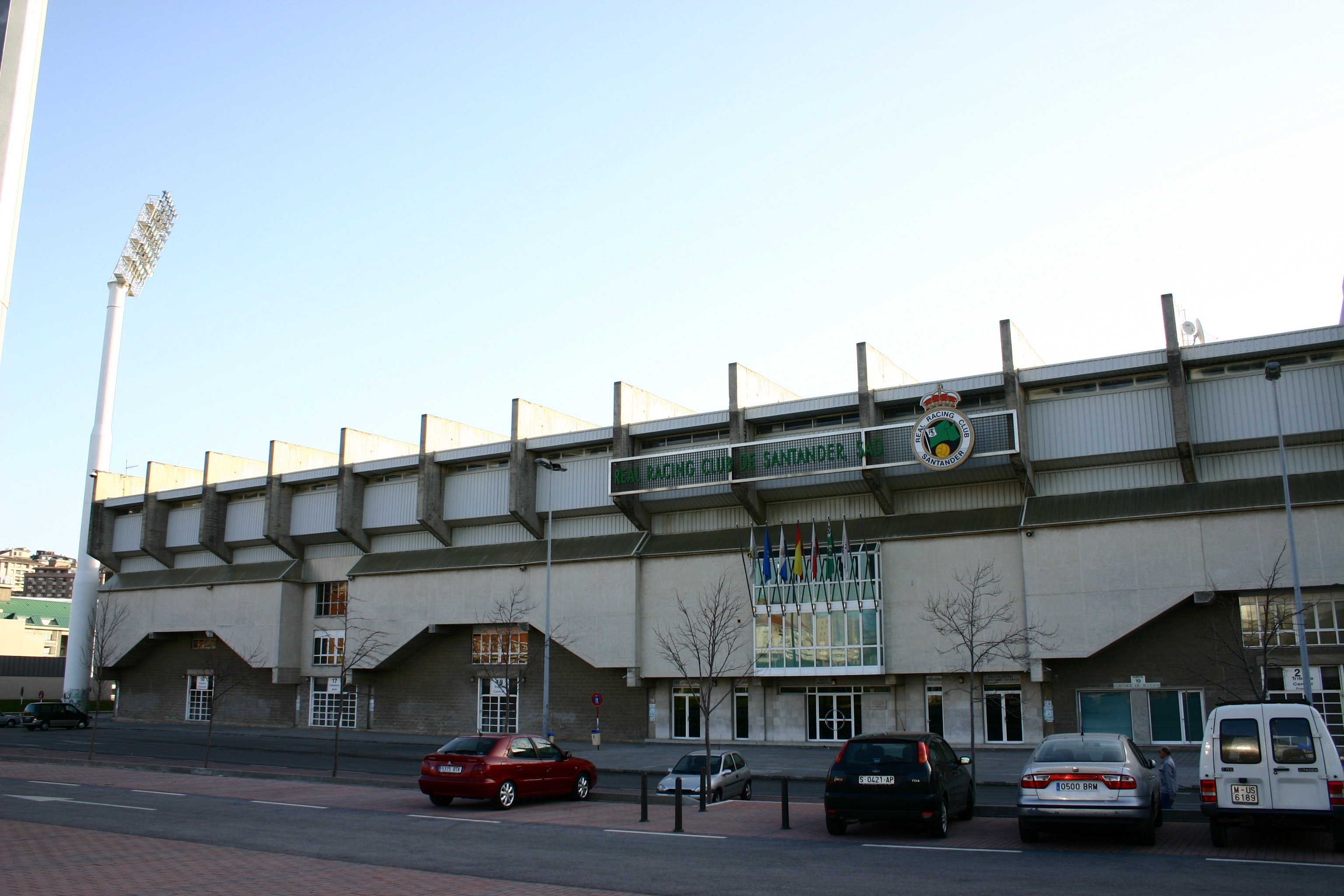
El Sardinero. Inaugurat el 20 d'agost de 1988, va ser construït a uns terrenys propers a l'anterior estadi i batejat amb el mateix nom.

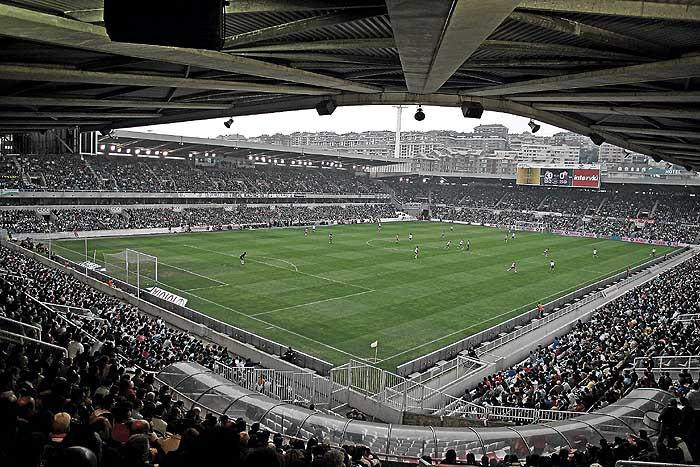
Estadi El Sardinero el 2017.

A 22 agost 2024.
| N. | Pos. | Nac. | Jugador                   |
| -- | ---- | --- | ------------------------- |
| 1  | POR  | [[Fitxer:Flag of the Balearic Islands.svg\|23x15px\|border \|alt=Illes Balears\|link=Selecció de futbol de les Illes Balears\|{{#if:\|]] | Miquel Parera             |
| 2  | DEF  | [[Fitxer:Flag of Spain.svg\|23x15px\|border \|alt=Espanya\|link=Selecció de futbol d'Espanya\|{{#if:\|]]                                 | Álvaro Mantilla           |
| 3  | DEF  | [[Fitxer:Flag of Spain.svg\|23x15px\|border \|alt=Espanya\|link=Selecció de futbol d'Espanya\|{{#if:\|]]                                 | Saúl García               |
| 4  | DEF  | [[Fitxer:Flag of Catalonia.svg\|23x15px\|border \|alt=Catalunya\|link=Selecció de futbol de Catalunya\|{{#if:\|]]                        | Pol Moreno                |
| 5  | DEF  | [[Fitxer:Flag of Spain.svg\|23x15px\|border \|alt=Espanya\|link=Selecció de futbol d'Espanya\|{{#if:\|]]                                 | Javi Castro               |
| 6  | MIG  | [[Fitxer:Flag of Spain.svg\|23x15px\|border \|alt=Espanya\|link=Selecció de futbol d'Espanya\|{{#if:\|]]                                 | Íñigo Sainz-Maza (capità) |
| 7  | MIG  | [[Fitxer:Flag of Côte d'Ivoire.svg\|23x15px\|border \|alt=Costa d'Ivori\|link=Selecció de futbol de la Costa d'Ivori\|{{#if:\|]]         | Lago Júnior               |
| 8  | MIG  | [[Fitxer:Flag of Spain.svg\|23x15px\|border \|alt=Espanya\|link=Selecció de futbol d'Espanya\|{{#if:\|]]                                 | Aritz Aldasoro            |
| 9  | DAV  | [[Fitxer:Flag of Spain.svg\|23x15px\|border \|alt=Espanya\|link=Selecció de futbol d'Espanya\|{{#if:\|]]                                 | Juan Carlos Arana         |
| 10 | MIG  | [[Fitxer:Flag of Spain.svg\|23x15px\|border \|alt=Espanya\|link=Selecció de futbol d'Espanya\|{{#if:\|]]                                 | Iñigo Vicente             |
| 11 | DAV  | [[Fitxer:Flag of Spain.svg\|23x15px\|border \|alt=Espanya\|link=Selecció de futbol d'Espanya\|{{#if:\|]]                                 | Andrés Martín             |
| 13 | POR  | [[Fitxer:Flag of Spain.svg\|23x15px\|border \|alt=Espanya\|link=Selecció de futbol d'Espanya\|{{#if:\|]]                                 | Jokin Ezkieta             |

| N. | Pos. | Nac. | Jugador                                       |
| -- | ---- | --- | --------------------------------------------- |
| 14 | DAV  | [[Fitxer:Flag of Spain.svg\|23x15px\|border \|alt=Espanya\|link=Selecció de futbol d'Espanya\|{{#if:\|]]                        | Ekain Zenitagoia                              |
| 15 | MIG  | [[Fitxer:Flag of Spain.svg\|23x15px\|border \|alt=Espanya\|link=Selecció de futbol d'Espanya\|{{#if:\|]]                        | Marco Sangalli                                |
| 17 | DEF  | [[Fitxer:Flag of France (1794–1815, 1830–1974).svg\|23x15px\|border \|alt=França\|link=Selecció de futbol de França\|{{#if:\|]] | Clément Michelin                              |
| 18 | DEF  | [[Fitxer:Flag of Spain.svg\|23x15px\|border \|alt=Espanya\|link=Selecció de futbol d'Espanya\|{{#if:\|]]                        | Manu Hernando                                 |
| 19 | DAV  | [[Fitxer:Flag of Spain.svg\|23x15px\|border \|alt=Espanya\|link=Selecció de futbol d'Espanya\|{{#if:\|]]                        | Jon Karrikaburu (cedit per la Reial Societat) |
| 20 | DAV  | [[Fitxer:Flag of Spain.svg\|23x15px\|border \|alt=Espanya\|link=Selecció de futbol d'Espanya\|{{#if:\|]]                        | Suleiman Camara                               |
| 21 | MIG  | [[Fitxer:Flag of Spain.svg\|23x15px\|border \|alt=Espanya\|link=Selecció de futbol d'Espanya\|{{#if:\|]]                        | Unai Vencedor (cedit per l'Athletic Club)     |
| 22 | DAV  | [[Fitxer:Flag of Spain.svg\|23x15px\|border \|alt=Espanya\|link=Selecció de futbol d'Espanya\|{{#if:\|]]                        | Pablo Rodríguez (cedit pel US Lecce)          |
| 24 | DEF  | [[Fitxer:Flag of Spain.svg\|23x15px\|border \|alt=Espanya\|link=Selecció de futbol d'Espanya\|{{#if:\|]]                        | Javi Montero                                  |
| 27 | MIG  | [[Fitxer:Flag of Spain.svg\|23x15px\|border \|alt=Espanya\|link=Selecció de futbol d'Espanya\|{{#if:\|]]                        | Yeray Cabanzón                                |
| 40 | DEF  | [[Fitxer:Flag of Spain.svg\|23x15px\|border \|alt=Espanya\|link=Selecció de futbol d'Espanya\|{{#if:\|]]                        | Mario García                                  |
| —  | MIG  | [[Fitxer:Flag of Senegal.svg\|23x15px\|border \|alt=Senegal\|link=Selecció de futbol del Senegal\|{{#if:\|]]                    | Maguette Gueye                                |

### Equip filial
| N. | Pos. | Nac. | Jugador         |
| -- | ---- | --- | --------------- |
| 28 | DEF  | [[Fitxer:Flag of Spain.svg\|23x15px\|border \|alt=Espanya\|link=Selecció de futbol d'Espanya\|{{#if:\|]] | Marco Carrascal |
| 32 | DEF  | [[Fitxer:Flag of Spain.svg\|23x15px\|border \|alt=Espanya\|link=Selecció de futbol d'Espanya\|{{#if:\|]] | Jorge Salinas   |

### Cedits a altres equips
| N. | Pos. | Nac. | Jugador                                                   |
| -- | ---- | --- | --------------------------------------------------------- |
| —  | MIG  | [[Fitxer:Flag of Spain.svg\|23x15px\|border \|alt=Espanya\|link=Selecció de futbol d'Espanya\|{{#if:\|]] | Neco Celorio (al Algeciras CF fins al 30 de juny de 2025) |

### Staff tècnic
| Posició               | Personal                              |
| --------------------- | ------------------------------------- |
| Entrenador            | José Alberto López                    |
| Segon entrenador      | Pablo Álvarez                         |
| Preparador físic      | Dani Salvador                         |
| Entrenador de porters | Pedro Dorronsoro                      |
| Analista              | Enric Soriano                         |
| Delegat               | Delfín Calzada                        |
| Utiller               | Manolo San Juan José Ruiz             |
| Metge                 | José Antonio Fernández-Divar          |
| Rehabilitació         | Albert Tataret                        |
| Fisioterapeuta        | Diego Ortiz Fran Ruiz Antonio Malanda |
| Nutricionista         | Juan Carlos Llamas                    |
| Podòleg               | José Andreu                           |

Darrera actualització: 10 juliol 2023
Font: 

## Presidents
| - 1913 -1916: Ángel Sánchez Losada - 1916 -1918: José Nova Eterna - 1918 -1920: Benigno Díaz Salceda - 1920 -1920: Juan Pombo e Ybarra - 1921 -1924: Emilio de Arrí y Postigo - 1924 -1924: Ramón Santiuste García-Quintana - 1924 -1925: Tomás Agüero y Sánchez de Tagle - 1925 -1927: Carlos Esteve Romero - 1928 -1928: Francisco Brena Entrena - 1928 -1930: Fernando Pombo Ybarra (1r cop) - 1930 -1930: Ramón Santiuste García-Quintana (1r cop) - 1930 -1933: Fernando Pombo Ybarra (2n cop) - 1933 -1936: José María de Cossío - 1936 -1937: Gonzalo Muñoz Palazuelos - 1938 -1939: Arnaldo de la Llama Villa - 1940 -1942: Rafael Pombo Alonso-Pesquera - 1942 -1946: César Hermosilla Aizcorbe - 1946 -1947: Ramón Santituste García Quintana (2n cop) - 1947 -1948: Luis Pombo Noriega |  | - 1948 -1953: Manuel San Martín Nava - 1953 -1955: Basilio de la Riva Ruiz - 1955 -1959: Ricardo Naveda Puente - 1959 -1963: Jesús Vidal de la Peña - 1963 -1963: José Luis Terán Cieza - 1963 -1967: Luis Sedano Edilla - 1967 -1973: Valentín Valle López - 1973 -1979: José Manuel López-Alonso Polvorinos - 1979 -1987: José Luis Cagigas Castanedo - 1987 -1992: Emilio Bolado Soto - 1992 -1996: Francisco Mora Cospedal - 1996 -1997: Manuel Huerta Castillo (1r cop) - 1997 -2001: Miguel Ángel Díaz Díaz - 2001 -2003: Ángel Gutiérrez Coterillo - 2003 -2004: Dmitry Piterman - 2004 -2004: Santiago Díaz - 2004 -2006: Manuel Huerta Castillo (2n cop) - Des del 2006: Francisco Pernía |

## Entrenadors
- 1920-22 - Frederick Pentland
- 1922-29 - Patrick O'Connell
- 1929-30 - Francisco Pagaza
- 1930-32 - Firth Nottingham
- 1932-33 - Francisco Pagaza
- 1933-35 - Randolph Galloway
- 1935-36 - Francisco González
- 1939-40 - Óscar Rodríguez
- 1940-41 - Cristòfol Martí
- 1941-42 - Manuel Vidal Hermosa
- 1942-43 - Francisco Pagaza
- 1943-44 - Manuel López Llamosas
- 1944-46 - Gabriel Andonegi
- 1946-47 - Pedro Areso
- 1947-49 - Patrick O'Connell
- 1949-49 - Francisco Hernández
- 1949-51 - Lino Taoili
- 1951-52 - Jerónimo Díaz
- 1952-52 - Enrique Pascal Palomini
- 1952-53 - «Nando»
- 1953-55 - Juanito Otxoantezana
- 1955-55 - Luis Urquiri
- 1955-56 - «Nando»
- 1956-58 - Enrique Orizaola
- 1958-59 - Juan Ruiz Cambra
- 1959-60 - Luis Hon
- 1960-62 - Pedro Otto Bumbel
- 1962-62 - Luis Villalain
- 1962-63 - Miquel Gual
- 1963-64 - Ferran Argila
- 1964-64 - Luis Hon
- 1964-65 - Rafael Yuste Navarro
- 1965-65 - Rafael Alsúa
- 1965-66 - Luis Sierra
- 1966-67 - Ramón Cobo Antoraz
- 1967-68 - Laureano Ruiz
- 1968-69 - Ernesto Pons
- 1969-72 - Manuel Fernández Mora
- 1972-72 - J.Francisco Bermúdez
- 1972-77 - José María Maguregui
- 1977-79 - Nando Yosu
- 1979-80 - Laureano Ruiz
- 1980-83 - Manuel Fernández Mora
- 1983-87 - José María Maguregui
- 1987-88 - Delfín Álvarez
- 1988-88 - Hermann Steel
- 1988-90 - Armando Ufarte
- 1990-90 - «Pachín»
- 1990-92 - "Felines"
- 1992-92 - Felipe Mesones
- 1992-93 - Paquito García
- 1993-94 - Javier Irureta
- 1994-96 - Vicente Miera
- 1996-96 - Nando Yosu
- 1996-98 - Marcos Alonso
- 1998-99 - Nando Yosu
- 1999-99 - Miguel Sánchez
- 1999-00 - Gustavo Benítez
- 2000-01 - Andoni Goikoetxea
- 2001-01 - Gregorio Manzano
- 2001-02 - Gustavo Benítez
- 2002-02 - Quique Setién
- 2002-03 - Manuel Preciado
- 2003-03 - Chuchi Cos
- 2003-05 - Lucas Alcaraz
- 2005-05 - Nando Yosu
- 2005-06 - Manuel Preciado
- 2006-06 - Nando Yosu
- 2006-06 - Juan Ramón López Caro
- 2006-07 - Miguel Ángel Portugal
- 2007-08 - Marcelino García Toral
- 2008-09 - Juan Ramón López Muñiz
- 2009000 - Carlos Mandiá
- 2009-11 - Miguel Ángel Portugal
- 2011000 - Marcelino García Toral
- 2011000 - Héctor Cúper
- 2011-12 - Juanjo González
- 2012000- Álvaro Cervera
- 2012000 - Juan Carlos Unzué
- 2012000 - Fabri González
- 2013000 - Jose Aurelio Gay
- 2013000 - Alejandro Menéndez
- 2013000 - Paco Fernández Gómez